# Eisenbahnunfall von Versailles

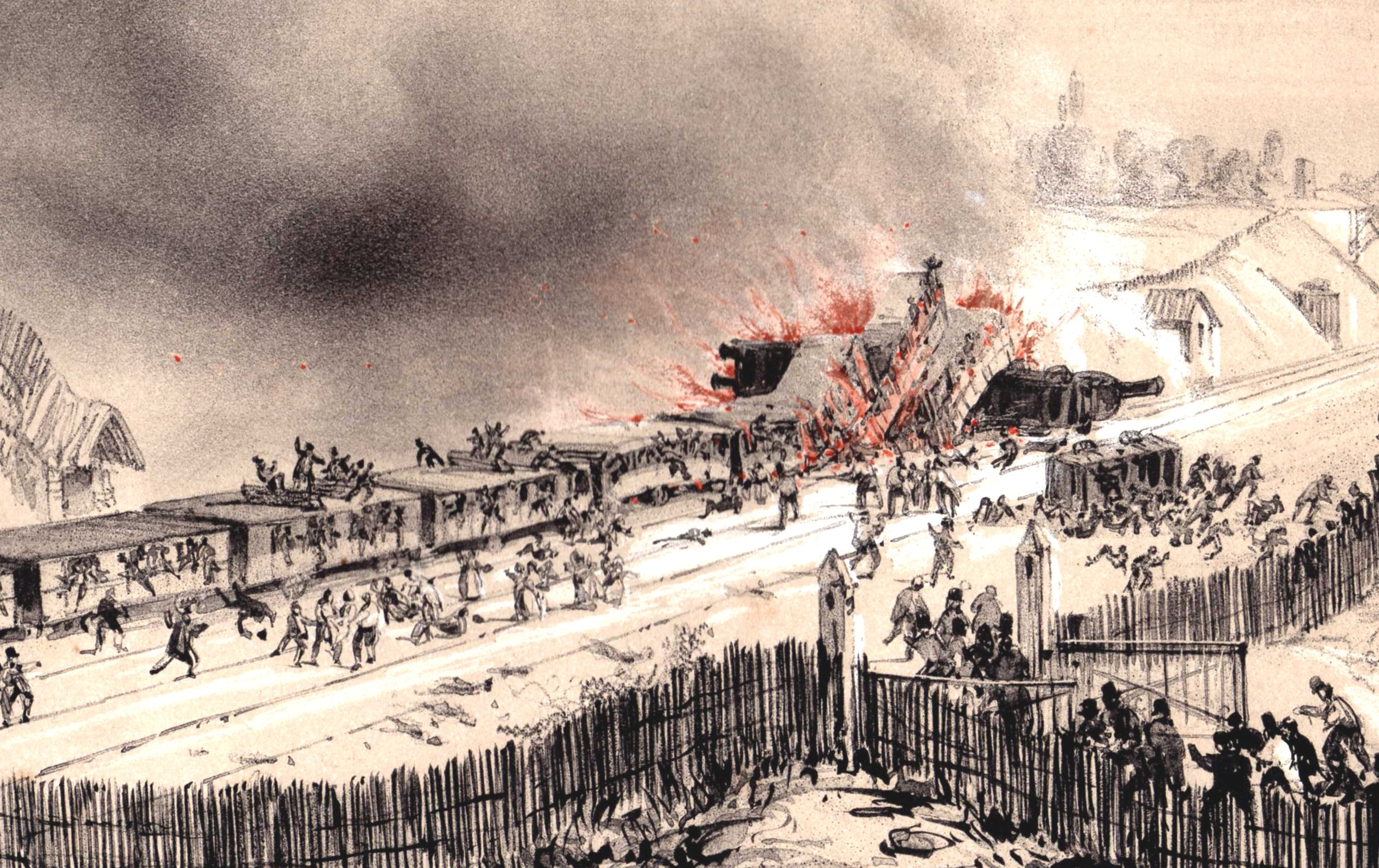
Zugunglück von Versailles

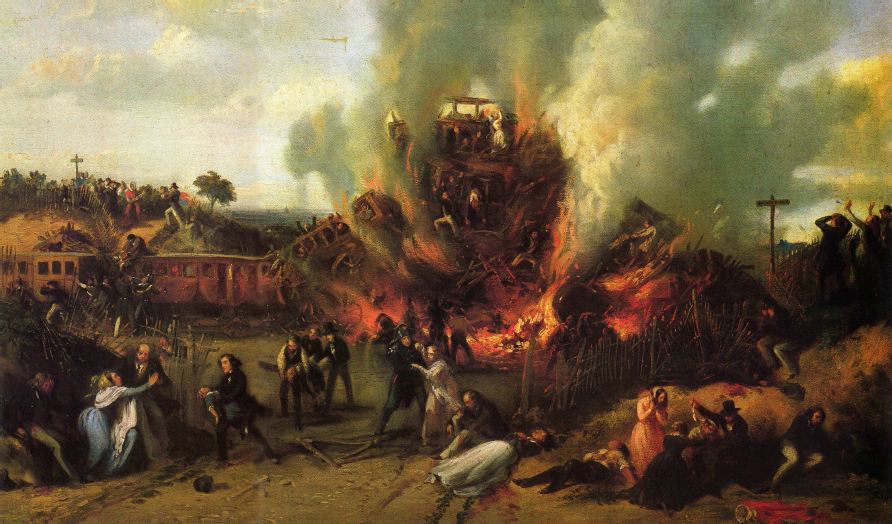
Zeitgenössische Darstellung des Unfalls von A. Provost

Der Eisenbahnunfall von Versailles vom 8. Mai 1842 bei Meudon gehört zu den schwersten Katastrophen im Eisenbahnverkehr des 19. Jahrhunderts. Nach einem Achsbruch an der Vorspannlokomotive eines Personenzuges schoben sich die zweite Lokomotive und die folgenden Personenwagen über den geborstenen Kessel und fingen Feuer. Mindestens 50 Menschen starben.

## Ausgangslage
Die Eisenbahnstrecke von Paris nach Versailles wurde 1840 als erster Abschnitt der Bahnstrecke Paris–Brest der Compagnie du chemin de fer de Paris, Meudon, Sèvres et Versailles eröffnet.
Zu Ehren König Louis-Philippes wurde am 8. Mai 1842 im Garten des Schlosses Versailles ein öffentliches Fest gegeben. Zahlreiche Besucher, auch aus Paris, kamen nach Versailles. In Erwartung des Rückreiseverkehrs hatte die Bahngesellschaft alle ihre Kapazitäten aufgeboten: Der Zug, der um halb sechs vom Bahnhof Versailles Rive Gauche abfahren sollte, wurde aus siebzehn Wagen gebildet, wovon drei Wagen die erste Klasse, die anderen die zweite und dritte Klasse führten. Von letzterer waren zwei Wagen offen. Alle Wagen waren Abteilwagen ohne Verbindung der einzelnen Abteile untereinander und – das war damals Standard – weitestgehend aus Holz gebaut. Insgesamt war der Zug etwa 120 Meter lang und transportierte ungefähr 770 Reisende und Personal. Da die Bahnverwaltungen dem Umgang der Reisenden mit der neuen Technik misstrauten, wurden damals die Türen aller Wagen verschlossen, damit niemand während der Fahrt „aussteigen“ oder herausfallen konnte.
Aufgrund seiner Last verkehrte der Zug mit einer kleinen A1-Lokomotive namens Matthieu-Murray als Vorspann. Als Zuglok folgte ihr eine größere Lokomotive mit der Achsfolge 1A1, die den Namen L’Éclair trug. Beide waren nach Plänen George Stephensons in Großbritannien, bei Fenton, Murray & Jackson bzw. Sharp, Stewart and Company, gebaut worden.

## Unfallhergang
Der Zug erreichte bei Meudon eine Geschwindigkeit von etwa 40 km/h. Unmittelbar nach dem Passieren der Straße Pavé des Gardes, die – damals noch vor Meudon (sie liegt heute innerhalb der Stadt) – die Eisenbahnlinie kreuzt, erlitt die führende Lokomotive einen Bruch einer Achswelle, entgleiste und rutschte in einen Graben. Der Tender schob sich auf, ebenso die folgende zweite Lokomotive, die umstürzte. Über die beiden Lokomotiven schoben sich dann die drei folgenden Personenwagen, zwei weitere schoben sich ineinander. Der Kessel der Lokomotive explodierte und entzündete sowohl den verteilten Koks aus den Schlepptendern der beiden Lokomotiven als auch die darüber- und hineingeschobenen Wagen. Das Feuer verbreitete sich aufgrund der Holzbauweise der Wagen schnell. Wegen der verschlossenen Wagentüren konnten sich viele Reisende nicht befreien und verbrannten.

## Folgen

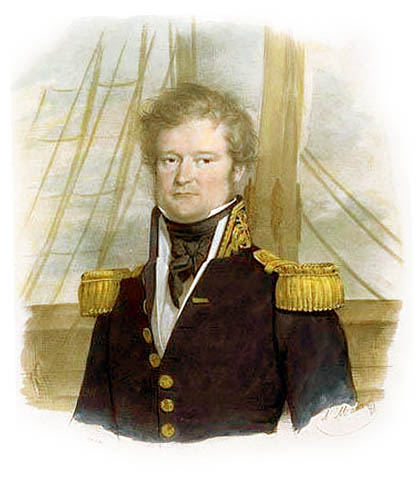
Admiral Dumont d’Urville

### Unmittelbare Folgen
Mindestens 50 Menschen starben. Die genaue Zahl der Toten konnte nie ermittelt werden, da die Zuordnung der zerrissenen und verkohlten Körperteile aufgrund der großen Hitze schwierig war. Viele Opfer waren bis zur Unkenntlichkeit verbrannt. Über 100 weitere Reisende wurden verletzt. Andere Quellen beschreiben das Unglück als deutlich schwerer, mit bis zu über 200 Toten. Unmittelbar nach dem Unfall berichtete die Presse von 50–60, später von mindestens 100 Toten.
Die Zuordnung der Leiche des Admirals Jules Dumont d’Urville, eines bekannten Entdeckungsreisenden, gelang nur durch ein paar Kleidungsdetails sowie einen Vergleich mit einem Schädelabdruck, den ein Arzt aus Interesse für Phrenologie von ihm einmal angefertigt hatte. Diese Identifizierung gilt als eine der ersten durch Methoden der modernen Rechtsmedizin.

### Technische Untersuchung
Die technische Untersuchung des Unfalls wurde von William John Macquorn Rankine durchgeführt, der Haarrisse in der gebrochenen Achse entdeckte, die diese insgesamt durchzogen. Ein solcher Defekt ist heute als Schwingbruch bekannt, eine Form der Materialermüdung. Aufgrund des optischen Eindrucks von der Bruchstelle lautete die damalige Erklärung „Rekristallisationsvorgänge im Metall“. Letztlich dauerte es mehrere Jahre, bis Rankines Untersuchungsergebnis in vollem Umfang anerkannt wurde.
Achsbrüche waren in den ersten 50 Jahren des Eisenbahnbetriebs nicht ungewöhnlich. Erst August Wöhler entwickelte in den 1870er Jahren in langwierigen Testreihen das Konzept der Betriebs- und Dauerfestigkeit, mit dem die Materialermüdung berechenbar wurde. Dadurch ließen sich Dauerbrüche vermeiden.

### Gedenken

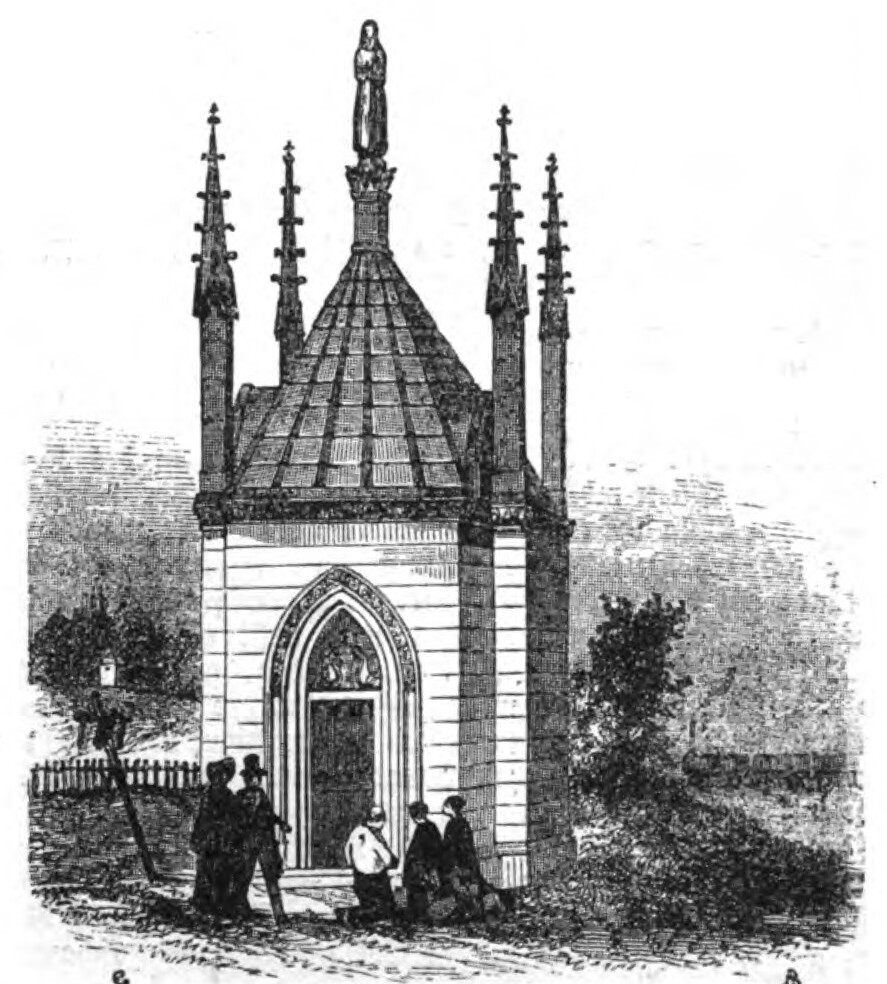
Kapelle Notre-Dame-des-Flammes, errichtet zum Gedenken an die Opfer

Denis Auguste Affre, Erzbischof von Paris, ordnete an, am 13. Mai um 10.00 Uhr in allen Kirchen Messen für die Opfer zu lesen. Zum Gedenken an die Toten wurde neben der Unfallstelle eine (heute nicht mehr existierende) Kapelle errichtet, die am 16. November 1842 von Louis Blanquart de Bailleul, Bischof von Versailles, in Anwesenheit zahlreicher Angehöriger der Opfer eingeweiht wurde und deren Schutzheilige Notre-Dame-des-Flammes war. Über dem Eingang des Baus war die Inschrift „Den Opfern des 8. Mai!“ angebracht. François-Marie Lemarié, der Architekt der Kapelle, war selbst der Katastrophe entgangen, hatte aber einen Sohn sowie zwei nahe Angehörige verloren.